# Feliks Czacki
Feliks (Szczęsny) Czacki herbu Świnka (ur. w 1723 roku, zm. 2 czerwca 1790 roku w Brusiłowie) – podczaszy wielki koronny w latach 1756–1785, starosta nowogródzki, bojownik katolicyzmu i złotej wolności szlacheckiej.
Syn Michała, kasztelana wołyńskiego i Konstancji z Wielhorskich.
Kształcił się w szkołach jezuickich, po ojcu w 1744 otrzymał choragiew pancerną. W 1744 roku był posłem wołyńskim na sejm. Poseł czernihowski na sejm 1746 roku, poseł województwa bełskiego na sejm 1748 roku, poseł z Podola na sejm w  1750 roku, poseł z Kijowszczyzny na sejm 1752 roku, poseł halicki sejm 1760 roku, poseł wybrany przez egzulantów czernihowskich w 1762 roku. W 1764 roku jako poseł wołyński próbował zerwać konwokację. Poseł lubelski na sejm elekcyjny, podpisał wybór Stanisława Augusta Poniatowskiego z województwa lubelskiego. W 1766 roku był posłem na Sejm Czaplica z województwa wołyńskiego.
Członek konfederacji radomskiej. Przeciwnik równouprawnienia różnowierców, po wydaniu odezwy na sejmiki został aresztowany i internowany w Porycku pod strażą oficerów wojska rosyjskiego. W niewoli przebywał sześć i pół roku. Poseł z województwa czernihowskiego na Sejm Czteroletni w 1788 roku.
W 1788 roku powołany do Komisji Wojskowej Obojga Narodów. Wybrany członkiem wyłonionej w 1788 roku przez Sejm Czteroletni Deputacji Interesów Zagranicznych. 
Wyrobił sobie przywilej na założenie w Porycku drukarni polskiej, łacińskiej, francuskiej, włoskiej i żydowskiej. Założył klasztor kapucynów w Brusiłowie.
Pochowany w Porycku.
Żonaty z Katarzyną Małachowską, miał synów Tadeusza i Michała, córki: Rozalię wydaną za mąż za Jana Jacka Tarnowskiego i Annę wydaną za Jana Aleksandra Krasińskiego.
W 1757 roku odznaczony Orderem Orła Białego, w 1781 roku został kawalerem Orderu Świętego Stanisława.